# 昭淑貴妃
昭淑貴妃（しょうしゅくきひ、1022年 - 1114年）は、北宋の仁宗の側室。姓は周氏。

## 生涯
開封府の人。4歳から姑母と一緒に後宮に入った。のち侍女を務め、わずかに年下の張貴妃（温成皇后）と「母娘」の契りを結んだ。仁宗と関係して安定郡君となり、皇十女（令徳景行帝姫）と皇十二女（懿穆帝姫）を産んだ。才人となり、美人、婕妤、婉容にうつった。
仁宗が崩じた後は、一日一食菜食し、一室に引きこもって仏書を誦する生活を送った。神宗時期に賢妃に進み、徽宗時期に貴妃にいたった。政和4年（1114年）、93歳で薨去し、昭淑と諡された。

## 伝記資料
- 『宋史』